# Jedynka (wioślarstwo)

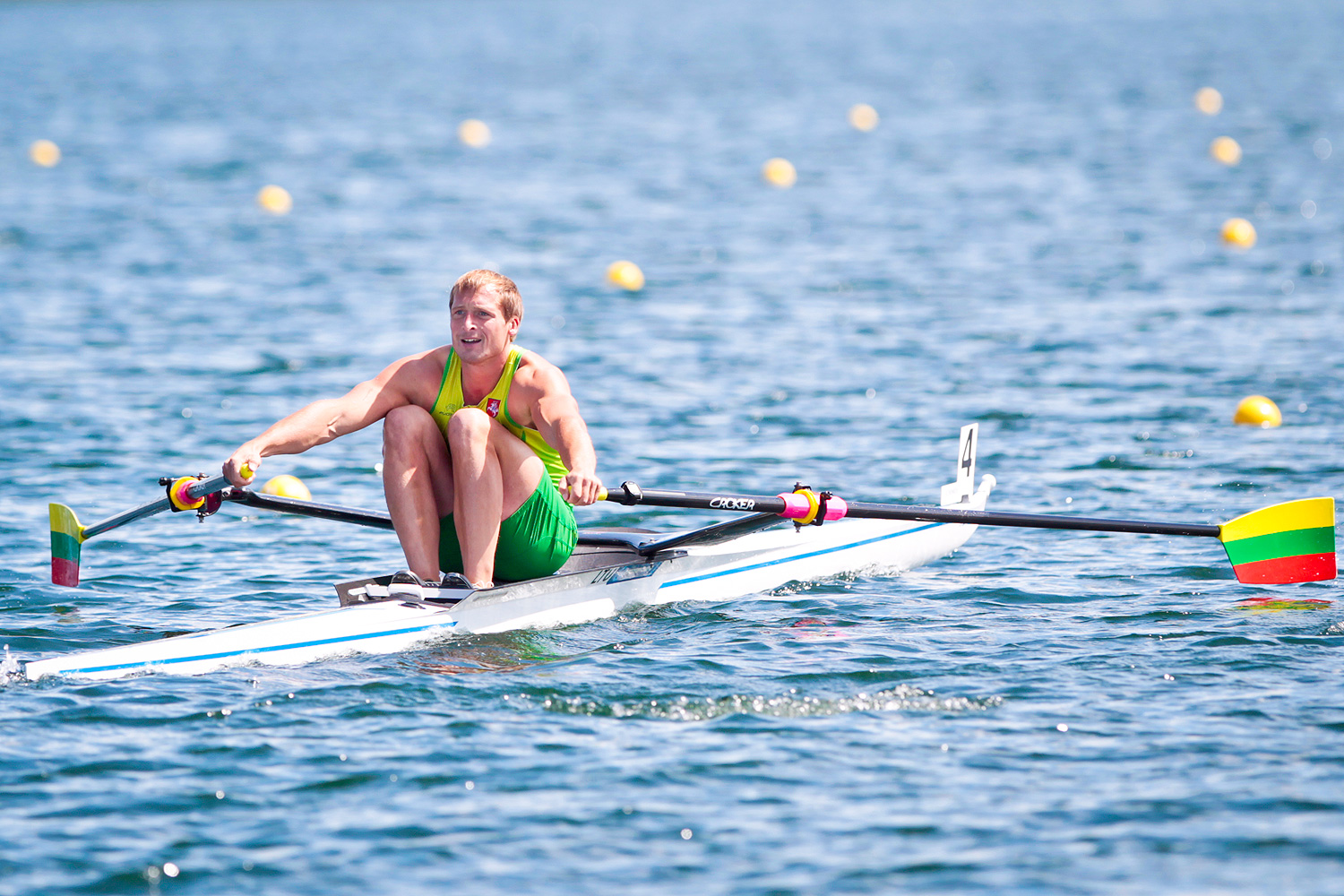
Wioślarz na skiffie

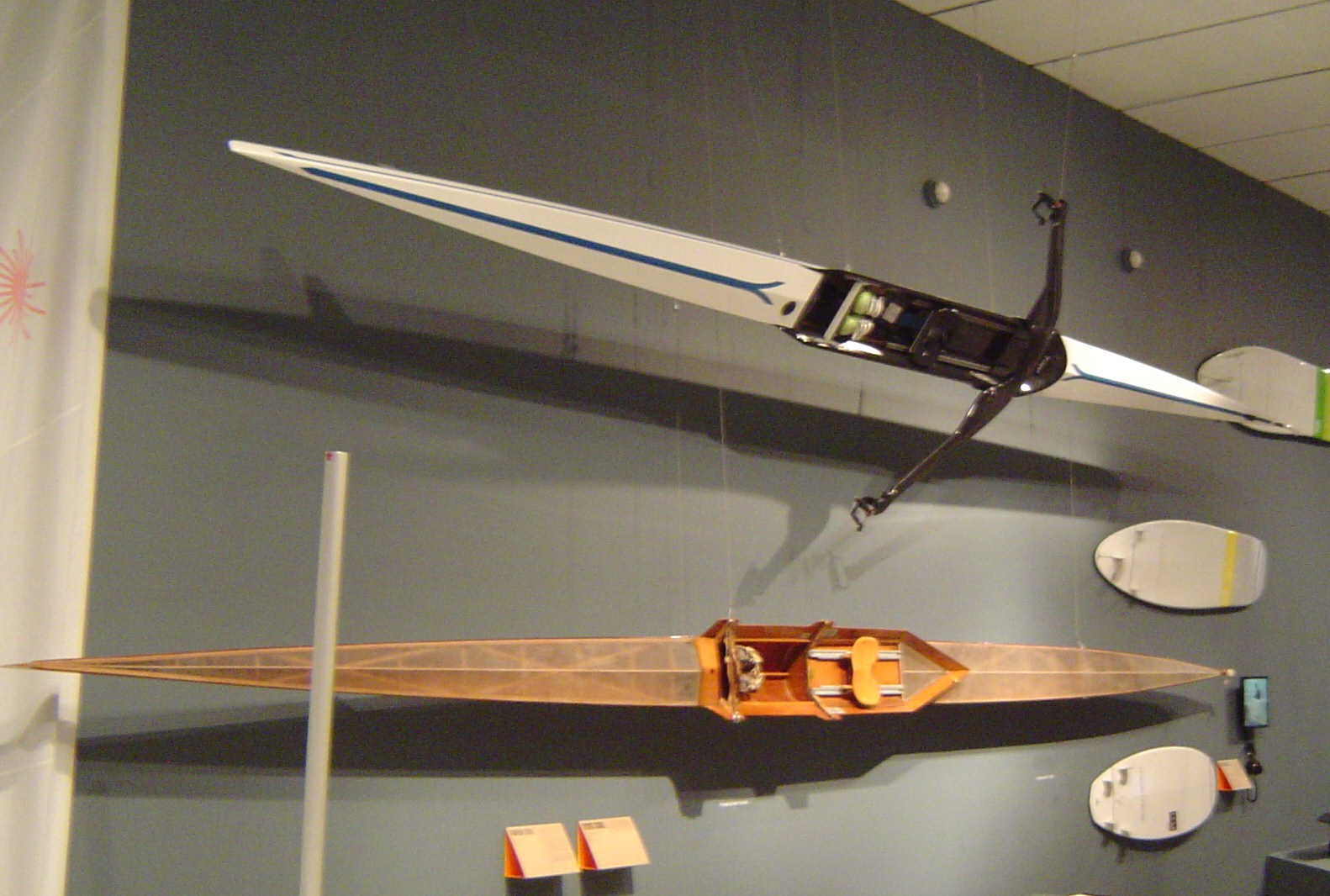
Na górze: nowoczesna jedynka kompozytowa, poniżej: jedynka z lat 20. XX wieku (z odkręconymi odsadniami)

Jedynka (też: skiff) – jednoosobowa łódź wyścigowa, stworzona do  wyścigów wioślarskich. Wyczynowy skiff jest stosunkowo długi (średnio 8,2 m), wąski oraz lekki (zwykle waży niewiele więcej, niż wynosi minimum dopuszczalne przepisami FISA, czyli 14 kg). Napędzany jest za pomocą dwóch długich wioseł - siłą mięśni zawodnika (zwanego skifistą, zwróconego plecami w kierunku płynięcia. Skifista siedzi na wózku, jeżdżącym wzdłuż osi podłużnej łodzi, po krótkich szynach. Jedynka wyposażona jest w dwie symetrycznie zamocowane odsadnie, pozwalające  mocować dulki w pewnej odległości od  burty. Stopy wioślarza mocowane są trwale do łodzi za pomocą podnóżka, najczęściej wyposażonego w montowane na stałe buty.
Pierwsze jedynki wyścigowe robione były z poszyciem klinkierowym, co czyniło je bardzo ciężkimi. W roku 1867 pojawiły się więc pierwsze konstrukcje zapewniające znaczne zmniejszenie wagi przy dużej sztywności - były to poszycia z kompozytów składających  się z warstw papieru nasyconych lakierem lub klejem, które utwardziły się po wyschnięciu. Od początku XX wieku poszycia wytwarzano z cedru, jednak prawdziwą rewolucją było wprowadzenie przez niemiecką firmę Empacher łodzi z poszyciem z nowoczesnych laminatów węglowych. Łodzie wykonane w tej technologii zadebiutowały na Igrzyskach w 1972 roku, a kilka lat później były w powszechnym użyciu.
Rozgrywane na skiffie zawody są dyscypliną olimpijską. Konkurencja mężczyzn znajduje się w programie igrzysk nieprzerwanie od Igrzysk Olimpijskich w Paryżu w roku 1900. Konkurencja kobiet zadebiutowała na Igrzyskach Olimpijskich w Montrealu w roku 1976.